# دل شانون
دل شانون (انگلیسی: Del Shannon; ۳۰ دسامبر ۱۹۳۴ – ۸ فوریهٔ ۱۹۹۰) یک موسیقی‌دان اهل ایالات متحده آمریکا بود. وی بین سال‌های ۱۹۵۸ تا ۱۹۹۰ میلادی فعالیت می‌کرد. دل شانون خواننده سبک راک اند رول و کانتری بود. وی خواننده و ترانه‌سرایی بود که عمده شهرت وی به دلیل بیلبورد هیت (موسیقی ضبط شده‌ای از خواننده یا آلبوم می‌باشد که بیشترین فروش و عمده شهرت را بدست آورده باشد) برای تک ترانه مشهور فراری می‌باشد.